# Naret Oliphant
Carel Naret Oliphant (soms ook gespeld als Olijphant, of Olyphant) (Yerseke, 19 februari 1781 – Leiden, 26 september 1867) was een apotheker in Leiden.
Hij was een voor zijn tijd sterke schaker en oprichter van Palamedes (1846-1946), de eerste schaakvereniging in Leiden.

## Biografie

### Privéleven
Carel Naret Oliphant werd geboren in het Zeeuwse Yerseke. Hij was de zoon van een in Leiden geboren predikant en een Rotterdamse moeder. Oliphant ging naar Leiden om daar artsenij-mengkunde te studeren. In 1806 trouwde hij de apothekersdochter Guillemine Agathe Huygens en vestigde zich door bemiddeling van zijn schoonvader op Rapenburg 82, waar reeds een apotheek was.
Het echtpaar kreeg negen kinderen, van wie de eerste twee op jonge leeftijd overleden. In 1844 overleed ook zijn vrouw, en in 1849 hertrouwde Carel met de weduwe Johanna Antonetta Kerpestijn. Zij trok bij hem in op Rapenburg.

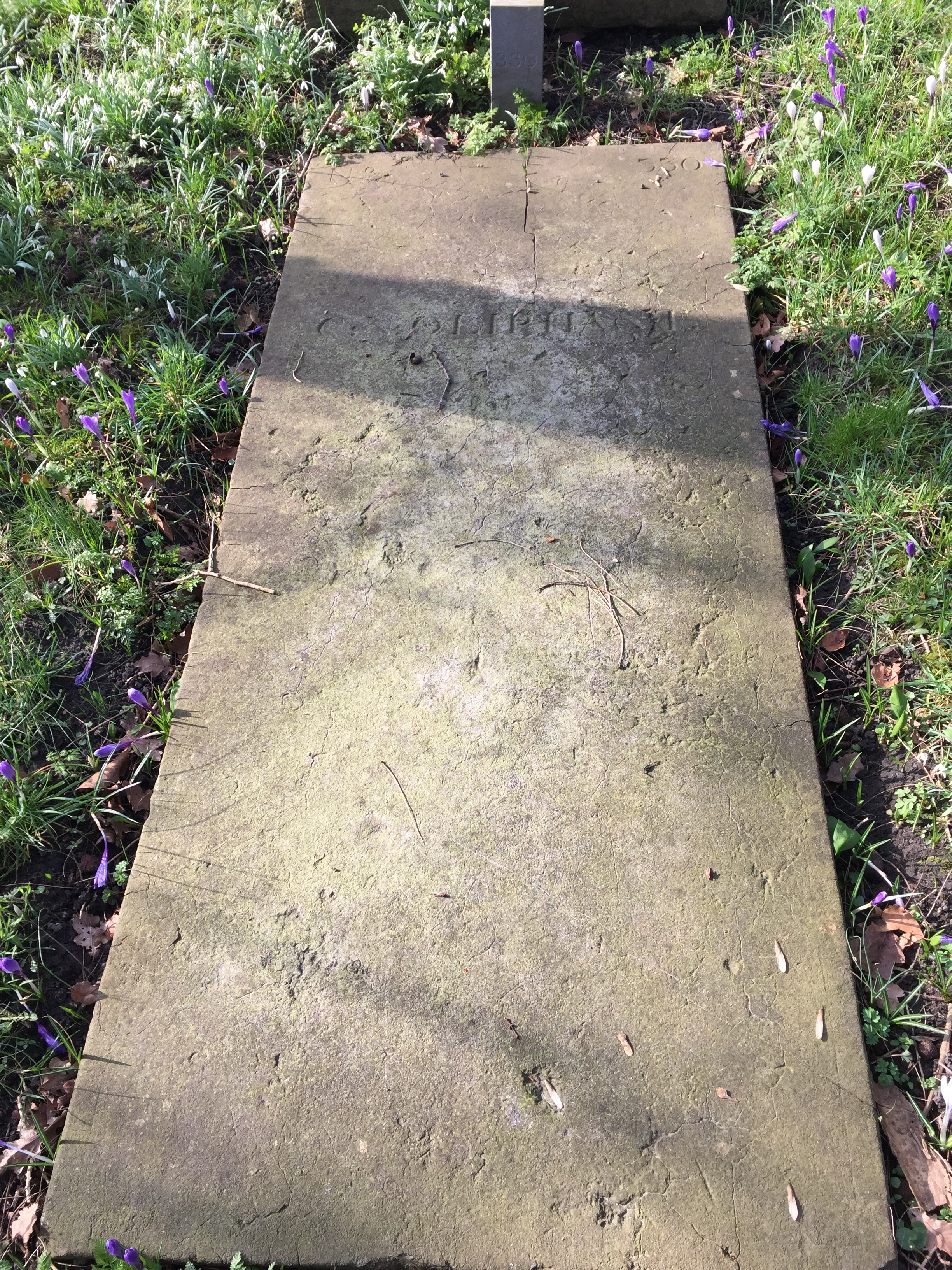
Graf van Oliphant, met het eenvoudige opschrift "C.N.OLIPHANT".
(Begraafplaats Groenesteeg)

In 1851 ging Oliphant met pensioen en verkocht hij zijn apotheek. Hij verhuisde toen naar de Breestraat in Leiden, waar hij in 1867 overleed.

### Schaakcarrière
Oliphant richtte met een drietal anderen in 1846 Schaakvereniging Palamedes op, de eerste schaakvereniging in Leiden. Hij werd voorzitter en zou dat tot zijn dood blijven. Ze zou een elitair karakter hebben, mogelijk mede door hoge lidmaatschapskosten en het ballotagesysteem dat op aspirant-leden werd toegepast.
Oliphant was ook landelijk actief, wat hem veel waardering opleverde. Hij werd erelid van het Amsterdamsch Schaakgenootschap, van Sissa in Wijk bij Duurstede en van Discendo Discimus in Den Haag, de oudste van de anno 2020 nog bestaande schaakverenigingen in Nederland.
Hij werd op 25 oktober 1860 door Palamedes benoemd tot erevoorzitter. Men liet ook zijn portret lithograferen en een Palamedes-zegel maken waarop een olifant een kasteel draagt. Dat was een toepasselijk gebaar, gezien de naam en de adellijke afkomst van Carel Naret Oliphant. De verkoop van de portretten dienden als fondswerving voor Palamedes. Helaas is heden geen exemplaar bekend van wat een iconisch beeld van de olifant met een kasteel moet zijn geweest.
Oliphant behoorde tot de betere schakers in de Nederlandse schaakgemeenschap en speelde menig partij met Maarten van ’t Kruijs gedurende zijn bezoeken aan Amsterdam, alsook met Willem Jan Louis Verbeek gedurende zijn bezoeken aan Wijk bij Duurstede, waarvan de laatste mogelijk in 1862 was.
Oliphant muntte in zijn jongere jaren uit als aanvaller in “den grooten gambiet” wat uiteindelijk het Kieseritzkygambiet genoemd werd. Naret had een sterke tegenstander in zijn zoon: hoewel deze zich niet zoals zijn vader inliet met de theorie, was hij een sterke praktische speler. Vader en zoon speelden het gambiet al veelvuldig in de jaren 20. Dat was dus lang voordat Kieseritzky roem maakte met deze opening. Er was derhalve het argument dat, ongeacht Kieseritzky's bijdragen aan deze opening, de grooten gambiet niet naar hem maar naar Oliphant vernoemd had moeten worden. Feit is echter dat het Nederlandse schaak toentertijd nog helemaal niet op de kaart stond, laat staan er toen enige schaaktechnische ontwikkelingen wereldkundig gemaakt werd.
Oliphant speelde door tot aan zijn dood. Het feit dat hij zo toegewijd bleef aan het schaakspel ondanks zijn gevorderde leeftijd, maakte dat in de literatuur met genegenheid naar hem verwezen werd als "krasse" of "wakkere grijsaard". Hij was Nederlands oudste schaakspeler toen hij in 1867 op 86-jarige leeftijd overleed.

### Eervolle vermeldingen
Voor zijn verdiensten in de Nederlandse schaakwereld heeft Oliphant diverse erkenningen ontvangen, waaronder de volgende:
- Erelid van Amsterdamsche Schaakgenootschap.[8]
- Erelid van Discendo Discimus in Den Haag.[8]
- Honorair lid van Schaakgenootschap Sissa in Wijk bij Duurstede.[8]
- 1860: Lid van verdienste en erepresident van Palamedes in Leiden.[5][9]